# FA Community Shield 2019
Il FA Community Shield 2019 si è disputato il 4 agosto 2019 al Wembley Stadium di Londra.
La sfida ha visto contrapporsi il Manchester City, campione d'Inghilterra in carica e detentore dell'ultima FA Cup, ed il Liverpool, 2º classificato nell'ultima Premier League.
A vincere il trofeo è stato il Manchester City, al suo 6º successo nella storia della competizione.

## Partecipanti
| Squadre         | Qualificazione                                                    | Partecipazioni precedenti (il grassetto indica la vittoria)                                                                     |
| --------------- | ----------------------------------------------------------------- | --- |
| Manchester City | Vincitore della Premier League 2018-2019 e della FA Cup 2018-2019 | 11 (1934, 1937, 1956, 1968, 1969, 1972, 1973, 2011, 2012, 2014, 2018)                                                           |
| Liverpool       | Secondo classificato nella Premier League 2018-2019               | 21 (1922, 1964,1965,1966, 1971, 1974, 1976, 1977, 1979, 1980, 1982, 1983, 1984, 1986, 1988, 1989, 1990, 1992, 2001, 2002, 2006) |

## Tabellino
| Arbitro: | Martin Atkinson (West Yorkshire) |

|                                                    |                      |                                                      |
| Matip 77’                                          | Marcatori            | 12’ Sterling                                         |
| Shaqiri Wijnaldum Lallana Oxlade-Chamberlain Salah | Tiri di rigore 4 – 5 | Gündoğan Bernardo Silva Foden Zinčenko Gabriel Jesus |

| Liverpool | Manchester City |

| P               | 1  | Alisson                 |  |     |
| D               | 66 | Trent Alexander-Arnold  |  | 67’ |
| D               | 12 | Joe Gomez               |  |     |
| D               | 4  | Virgil van Dijk         |  |     |
| D               | 26 | Andrew Robertson        |  |     |
| C               | 14 | Jordan Henderson (c)    |  | 79’ |
| C               | 3  | Fabinho                 |  | 67’ |
| C               | 5  | Georginio Wijnaldum     |  |     |
| A               | 11 | Mohamed Salah           |  |     |
| A               | 9  | Roberto Firmino         |  | 79’ |
| A               | 27 | Divock Origi            |  | 79’ |
| A disposizione: |    |                         |  |     |
| P               | 22 | Simon Mignolet          |  |     |
| D               | 6  | Dejan Lovren            |  |     |
| D               | 32 | Joël Matip              |  | 67’ |
| C               | 8  | Naby Keïta              |  | 67’ |
| C               | 15 | Alex Oxlade-Chamberlain |  | 79’ |
| C               | 20 | Adam Lallana            |  | 79’ |
| C               | 23 | Xherdan Shaqiri         |  | 79’ |
| Allenatore:     |    |                         |  |     |
| Jürgen Klopp    |    |                         |  |     |

| P               | 1             | Claudio Bravo      |               |     |
| D               | 2             | Kyle Walker        |               |     |
| D               | 5             | John Stones        |               |     |
| D               | 30            | Nicolás Otamendi   |               |     |
| D               | 11            | Oleksandr Zinčenko |               |     |
| C               | 17            | Kevin De Bruyne    | 33’           | 89’ |
| C               | 16            | Rodri              |               |     |
| C               | 21            | David Silva (c)    |               | 61’ |
| A               | 20            | Bernardo Silva     |               |     |
| A               | 7             | Raheem Sterling    |               |     |
| A               | 19            | Leroy Sané         |               | 13’ |
| A disposizione: |               |                    |               |     |
| P               | 31            | Ederson            |               |     |
| D               | 12            | Angeliño           |               |     |
| D               | 50            | Eric García        |               |     |
| C               | 8             | İlkay Gündoğan     |               | 61’ |
| C               | 47            | Phil Foden         |               | 89’ |
| A               | 9             | Gabriel Jesus      |               | 13’ |
| A               | 10            | Sergio Agüero      |               |     |
| Allenatore:     |               |                    |               |     |
| Pep Guardiola   | Pep Guardiola | Pep Guardiola      | Pep Guardiola | 42’ |